# Eublemma pallidula
Eublemma pallidula — вид лускокрилих комах з родини еребід (Erebidae).

## Поширення
Вид поширений в Західній та Середній Азії. Ареал виду включає такі країни: Туреччина, Вірменія, Кіпр, Україна, Ліван, Ізраїль, Йорданія, Іран, Ірак, Аравія, Киргизстан, Туркменістан, Узбекистан.